# Saab 9-5
La Saab 9-5 (pronuncia: nove cinque), erede della 9000, è un'autovettura (con carrozzeria berlina tre volumi e station wagon) prodotta dalla casa automobilistica svedese Saab a partire dal 1997. Il nome del modello è un richiamo alla Saab 95 (novantacinque) del 1959. La seconda generazione è stata presentata nel 2009 e la produzione è terminata nel 2011.

## Prima serie (1997-2010)
Presentata nell'estate del 1997 nella sola carrozzeria berlina a tre volumi e quattro porte, la versione station wagon si aggiunse solo a partire dal 1999. Il pianale, progettato in modo esclusivo da Saab, è il GM2902, versione allungata e allargata del GM2900 (pianale della Saab 9-3 prima serie) con riprogettazione di elementi fondamentali ispirandosi alla precedente Saab 9000, come ad esempio il telaio inferiore su cui è installato il propulsore e che supporta le sospensioni anteriori. Ad appena due anni dal lancio della nuova vettura, General Motors utilizzò il GM2902 per un'altra autovettura del gruppo, la Saturn L - Series. La 9-5 sfrutta i motori in posizione trasversale-anteriore che forniscono potenza alle ruote anteriori, le sospensioni sono a quattro ruote indipendenti con schema tipo MacPherson all'anteriore e multi-link al posteriore. Il design è frutto del centro stilistico svedese, a differenza della 9000 si ritorna ad avere il caratteristico design del montante "C" (Saab hockey stick); anche il cofano motore, curvato lateralmente sopra i parafanghi, è un elemento stilistico ereditato da vetture precedenti.

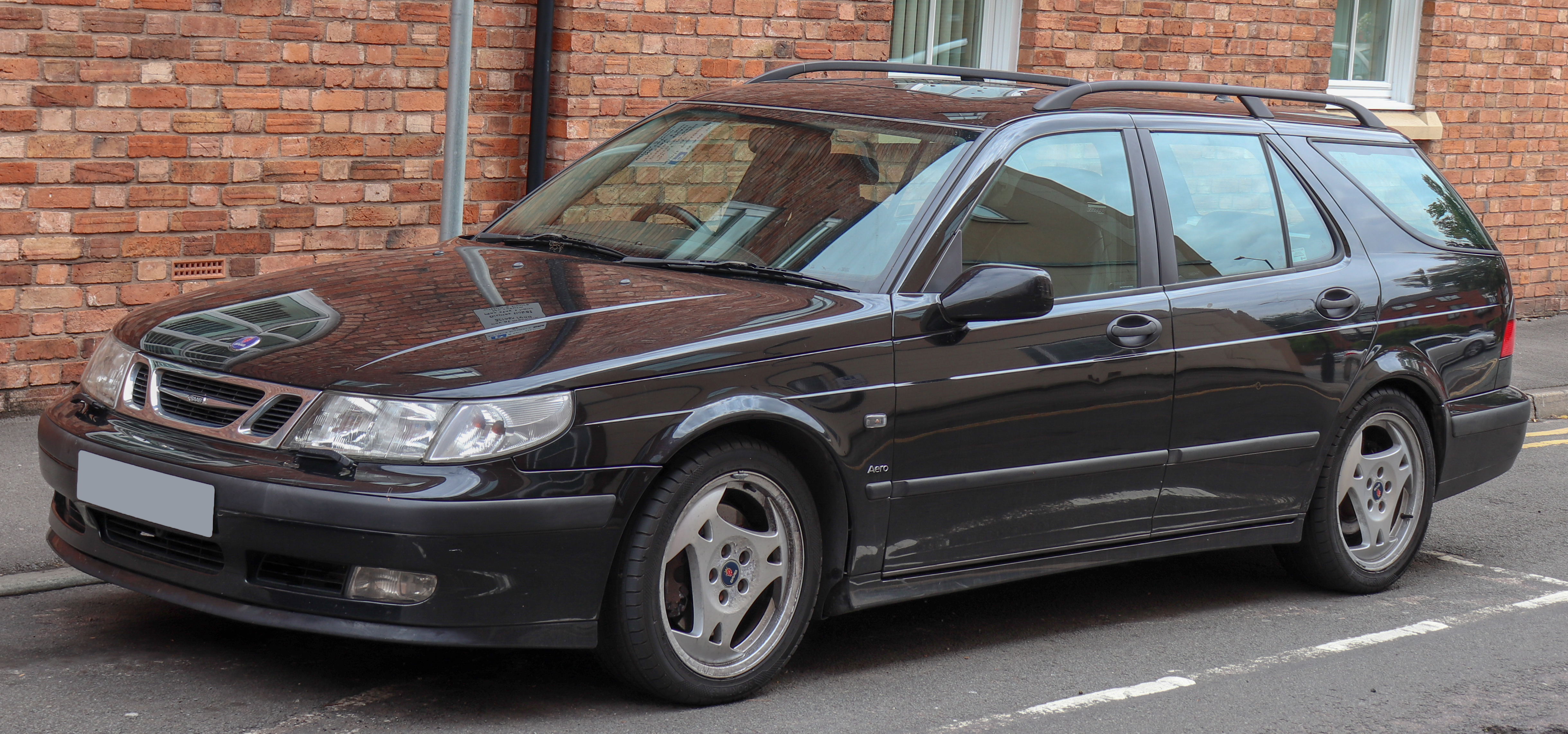
9-5 Wagon

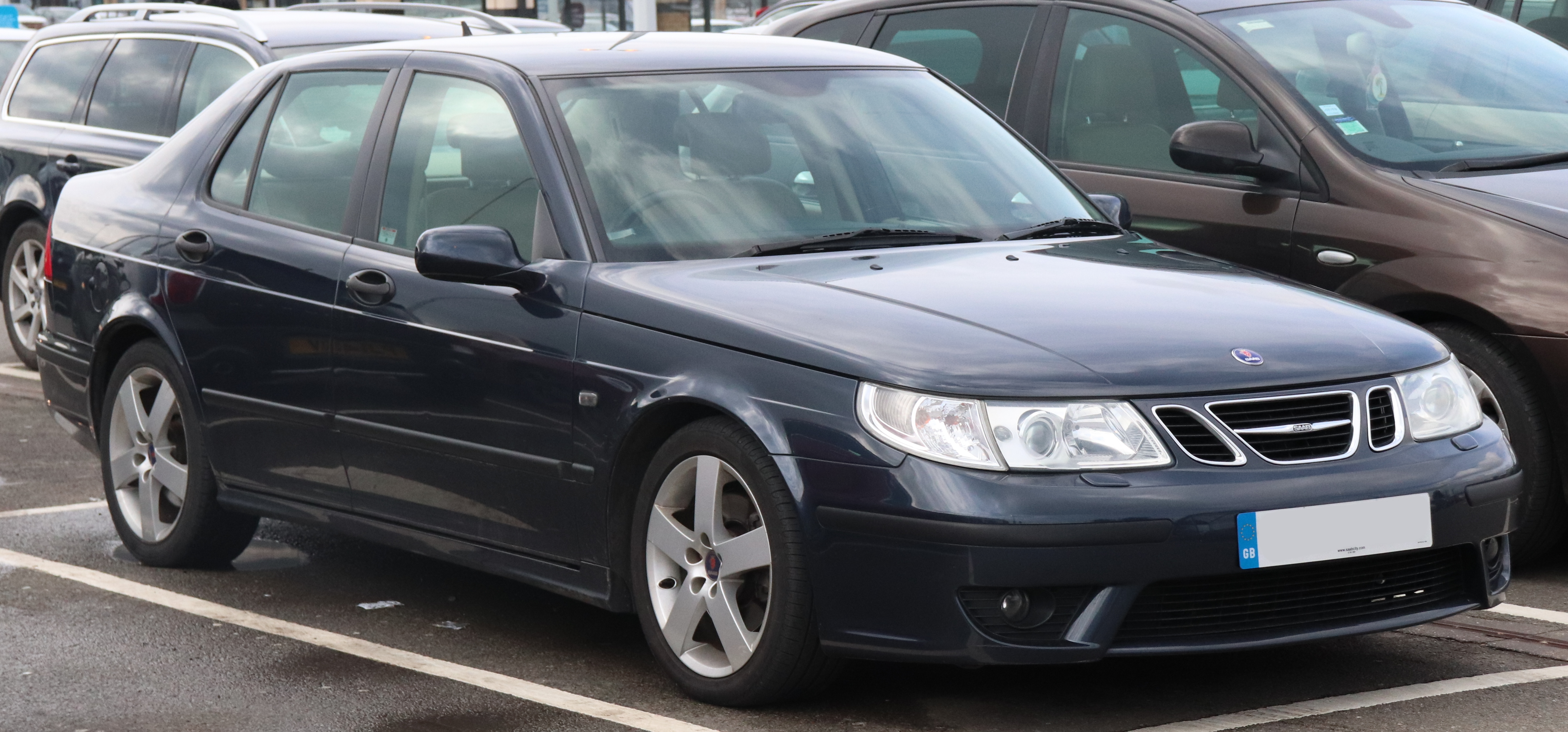
9-5 (restyling 2002)

Il frontale, basso e filante, presenta una calandra cromata; la 9-5 berlina ha un coefficiente di resistenza aerodinamica pari a 0,29 mentre la wagon ha un Cx di 0,31 (0,33 per le versioni destinate al mercato statunitense). La wagon è caratterizzata dal lunotto posteriore che si estende sulla fiancata. Il modello ottenne buoni dati di vendita e il merito fu anche della dotazione di sicurezza: tutti gli esemplari erano dotati di ABS e airbag, più avanti si aggiunse il controllo elettronico di stabilità e trazione.
Nel 2002 sono stati lievemente ridisegnati l'anteriore e il posteriore: debuttano nuovi paraurti più eleganti e sportivi grazie ai nuovi profili aerodinamici, dotazione di serie arricchita e motorizzazioni potenziate.
L'abitacolo è spazioso e caratterizzato da colorazioni scure, in prevalenza grigio e nero. Le plastiche, in prevalenza morbide, hanno un design ispirato al quadro strumenti aeronautico: la grande palpebra, che ospita il cruscotto a tre quadranti, si estende fino alla parte centrale della plancia e culmina nel tunnel tra i due sedili dove ritroviamo la chiave d'avviamento. Tutti gli strumenti sono proiettati verso il guidatore mentre gli unici elementi dedicati al passeggero sono i diffusori del sistema d'aerazione. La plancia era disponibile con il cruscotto in radica di noce, in alluminio satinato oppure in fibra di carbonio. Grazie ai numerosi pacchetti di accessori proposti dalla casa, la 9-5 poteva essere equipaggiata con selleria in velluto o pelle e rivestimenti dei pannelli porta in tessuto, velluto o pelle. Inoltre la Pelle Prestige abbinava le cuciture a vista. La qualità delle plastiche e la cura degli assemblaggi contribuirono al successo dell'autovettura e con l'aggiornamento del 2002 la casa offrì inediti rivestimenti per gli interni.
Il baule della 9-5 berlina ha un volume di 500 litri, la wagon può accogliere dai 416 ai 1.490 litri. Gli allestimenti disponibili al debutto furono: la versione S, la versione di punta SE e infine si aggiunse la sportiva Aero (disponibile con il propulsore più potente). Per un breve periodo la casa propose anche la 9-5 più lussuosa denominata Griffin. Dal 2002 la gamma venne rinnovata: debuttarono le versioni Linear, l'intermedia Arc e la versione di punta Vector. Non cambiò denominazione la più sportiva Aero. Dal 2003 al 2006 solo per il motore 2.2 TiD era disponibile una versione con prezzo ribassato denominata Balance.
Come da tradizione Saab, la progettazione dei sistemi di sicurezza ha ricevuto una maggiore attenzione: il dispositivo SAHR (Saab Active Head Restraints) previene i danni, provocati dal colpo di frusta, regolando la posizione dei sedili e dei poggiatesta. Questo dispositivo ha permesso a Saab di ricevere riconoscimenti per il migliore sistema di sicurezza in Australia, Danimarca e Regno Unito. La scocca, realizzata in acciai alto resistenziali, protegge gli occupanti negli urti. La funzione Night Panel (introdotta sulla Saab 900 seconda serie), tramite un pulsante, spegne il quadro strumenti ad eccezione del tachimetro; in questo modo vengono meno distrazioni e riverberi luminosi ma è possibile la riattivazione anche di un singolo strumento o spia se è richiesta l'attenzione del guidatore. Per tutti gli esemplari destinati al mercato statunitense il dispositivo OnStar veniva montato gratuitamente.
La 9-5 venne testata (nei crash test Euro NCAP 1998) e totalizzò il risultato di 4 stelle nella protezione dei passeggeri adulti; un secondo test Euro NCAP venne effettuato nel 2003 totalizzando il punteggio massimo di 5 stelle.

### Gli aggiornamenti introdotti dal 2006

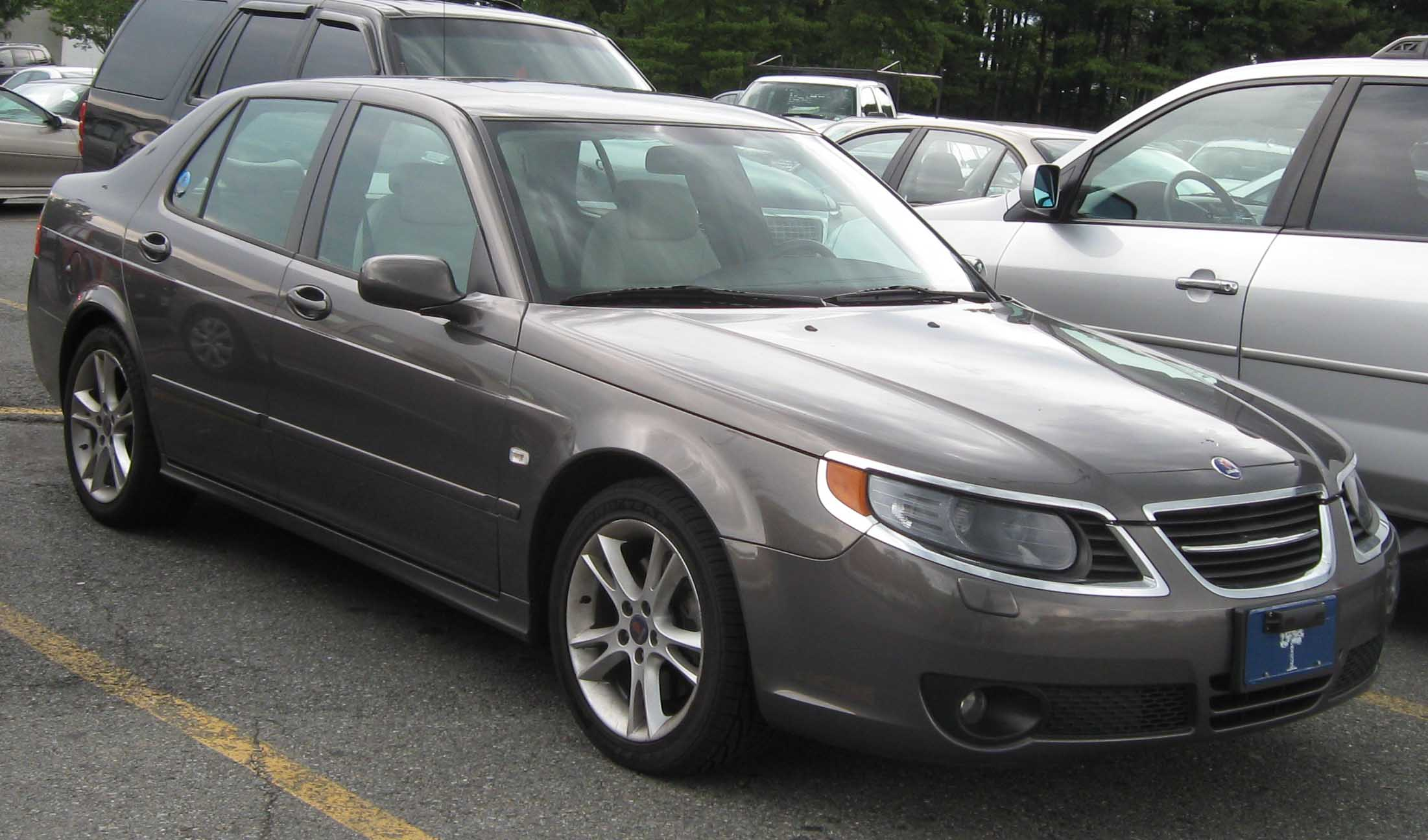
9-5 (restyling 2006)

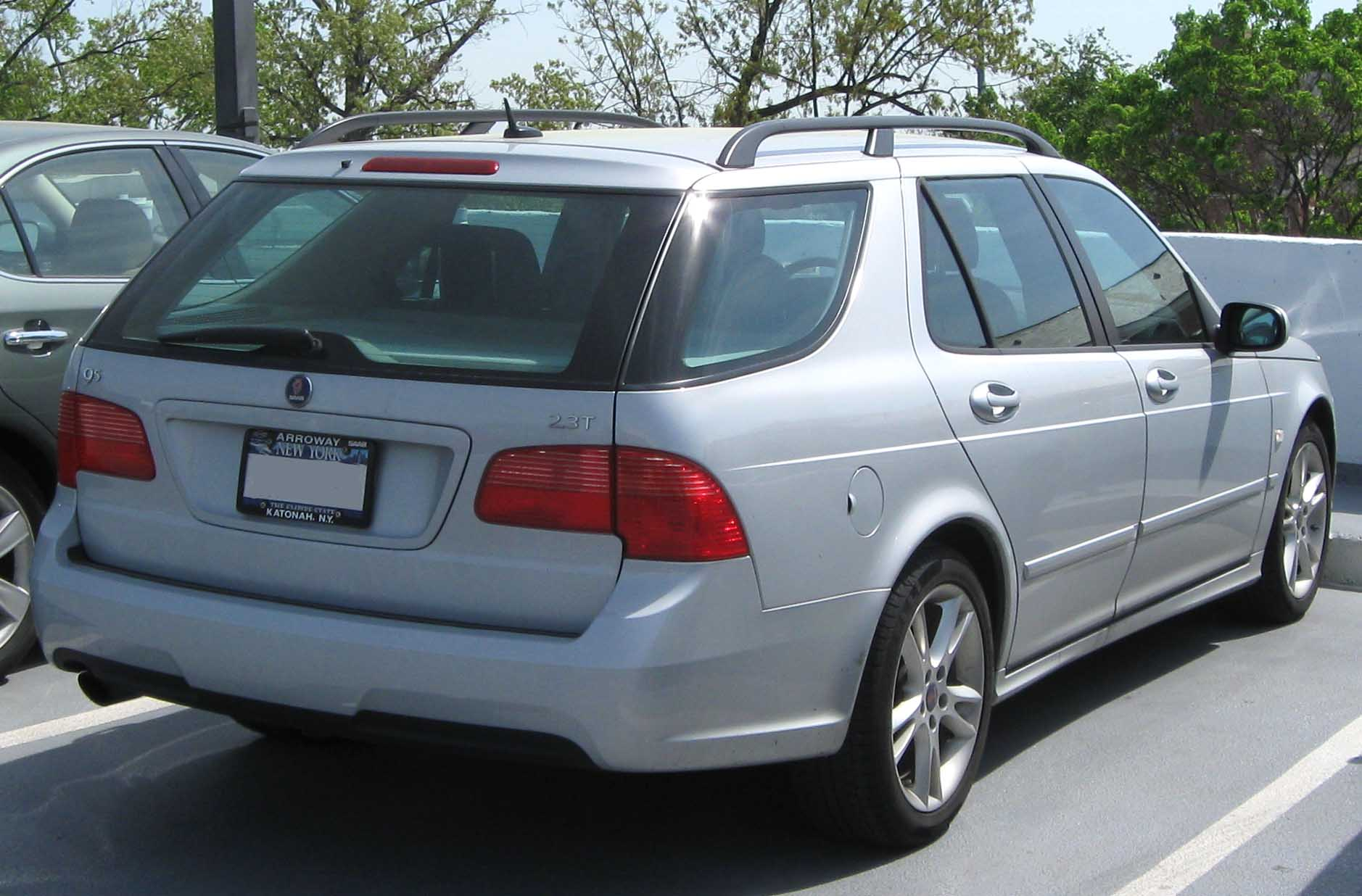
9-5 Wagon (restyling 2006)

La casa svedese, nel settembre del 2006, presenta un restyling estetico al Salone dell'automobile di Parigi. Si interviene sul frontale e sul posteriore dell'automobile: ridisegnati i gruppi ottici anteriori (ispirati ai prototipi Saab), presente una nuova calandra, nuovi paraurti e prese d'aria; il posteriore presenta nuovi gruppi ottici, paraurti e baule ridisegnato. Internamente la plancia dispone di un diverso quadro strumenti, un nuovo volante, un nuovo sistema di navigazione satellitare e comandi del climatizzatore modificati. Immutata la denominazione degli allestimenti, la scelta rimase sempre tra le versioni Linear, Vector e la più la sportiva Aero.
Non mancarono le versioni speciali: nel 2007, per festeggiare i 60 anni della casa, entrò in listino la versione 60th Anniversary. Le differenze dalle altre versioni sono: cerchi in lega da 17" a 5 doppie razze Anniversary, sedili sportivi in pelle nera specifici e tappetini in tessuto con profili grigi. Le motorizzazioni disponibili erano uguali a quelle a disposizione per la versione Vector. Le versioni Linear e Vector, nel corso del 2008, furono sostituite da un unico allestimento denominato Nordic. Per celebrare l'uscita di produzione della 9-5 prima serie, al Salone dell'automobile di Detroit del 2009, venne presentata la versione Griffin; questo allestimento coniuga eleganza e sportività grazie a una ricca dotazione comprendente anche il motore più prestante: il 2.3 TS da 260 cavalli. In Italia la versione Griffin sostituì tutti i precedenti allestimenti e divenne disponibile per tutte le motorizzazioni.
La produzione della 9-5 berlina (prima serie) terminò giovedì 2 luglio 2009. Il 4 febbraio 2010 verrà assemblata, nello stabilimento di Trollhättan (Svezia), l'ultima 9-5 wagon. Termina definitivamente la produzione del modello dopo oltre 13 anni e 483.593 automobili vendute. I diritti di produzione sono stati venduti dalla General Motors all'azienda cinese Baic che ripropone l'autovettura, sotto un nuovo profilo estetico e meccanico, con la denominazione C71.

### I motori benzina e diesel
La 9-5 dispone di propulsori turbocompressi, sia a quattro cilindri in linea che V6. I quattro cilindri (2.0L e 2.3L) sono gli ultimi motori di progettazione Saab facenti parte della famiglia H, sono dotati di distribuzione a quattro valvole per cilindro con doppio albero a camme in testa e due alberi di bilanciamento, basamento in ghisa e testata in alluminio. Dispongono del sistema di gestione motore Saab Trionic 7. Il 2.0 t (1.985 cm³) eroga 150 cavalli a 5.500 giri/min e garantisce una velocità di 215 km/h con cambio manuale e 210 km/h con cambio automatico sequenziale Sentronic a 5 rapporti. L'accelerazione da 0 a 100 km/h avviene in 9,8 sec con il cambio manuale e 11,6 sec con cambio automatico. Il 2.0 t da 185 cv a 5.500 giri/min che consente uno scatto da 0 a 100 km/h in 8,3 sec con il cambio manuale e 9,5 sec con cambio automatico e velocità rispettivamente di 230 e 225 km/h. Il 2.3 t (2.290 cm³) disponeva inizialmente di 170 cv, nel 2002 fu portato a 185 cv erogati a 5.500 giri/min. Velocità di 230 km/h con cambio manuale e 225 km/h con cambio automatico Sentronic. Accelera l'auto da 0 a 100 km/h in 8,3 sec con cambio manuale e 9,5 sec con cambio automatico. Il 2.3 T dispone di 220 cv a 5.500 giri/min consente una velocità di 235 km/h con cambio manuale e 230 km/h con cambio automatico e un'accelerazione 0-100 km/h in 7,8 sec con cambio manuale e 8,7 sec con cambio automatico. Il 2.3 T Aero erogava inizialmente 230cv, successivamente 250 o 260 cv a 5.300 giri/min. Velocità di 250 km/h con cambio manuale o automatico. Fornisce un'accelerazione da 0 a 100 km/h in 6,9 sec con cambio manuale e 8,2 sec con cambio automatico. Il propulsore 2.3 T della versione Aero con cambio manuale presenta la funzione overboost, a seguito di una forte accelerazione incrementa la coppia motore oltre la normale curva di coppia per un massimo di 20 secondi, trascorsi i quali viene utilizzata la normale coppia per 10 secondi prima che possa iniziare un nuovo overboost. A partire dal M.Y. 2004 per il 2.3 T Aero erano disponibili come optional due pacchetti sportivi Saab Performance by Hirsch con modifiche sia estetiche che meccaniche, in particolare il 2.3 poteva erogare 280 o 305 cv con uno scatto da 0 a 100 km/h rispettivamente in 6,5 o 6,4 sec (6,7 o 6,6 sec con cambio automatico).
Il motore a benzina di cilindrata più elevata è il 3.0 litri V6 54° di origine General Motors; rivisto dai tecnici svedesi, adottò la sovralimentazione a bassa pressione in modo da garantire prestazioni vivaci. Molto apprezzato dal pubblico statunitense, eroga 200 cv a 5.000 giri/min e permette uno scatto da 0 a 100 km/h in 8,0 sec (8,7 sec la wagon) per una velocità di 235 km/h (230km/h la wagon). Il 3.0 t V6 venne proposto con cambio automatico sequenziale Sentronic a 4 rapporti, 5 rapporti dal 2001.
I motori a benzina, fino al 2003, hanno avuto problemi con il ricircolo dei vapori d'olio (PCV) e poteva verificarsi il fenomeno chiamato oil sludge per il quale esiste un aggiornamento previsto dalla casa madre.
I motori diesel, anch'essi turbocompressi, sono identificati dalla sigla TiD. Un quattro cilindri in linea 2.2 di origine Opel (Euro 3) con distribuzione a quattro valvole per cilindro, un albero a camme in testa e due alberi di bilanciamento, monoblocco in ghisa e testata in lega leggera, iniezione diretta e 280 N·m di coppia a 1.500 giri/min e 120 cv a 4.000 giri/min. Lo scatto da 0 a 100 km/h avviene in 11,0 sec (11,9 sec la wagon) e la velocità è di 200 km/h. Disponibile il cambio manuale oppure l'automatico Sentronic.
Il 3.0 TiD V6 66° in alluminio di origine Isuzu (Euro 3) con distribuzione a quattro valvole per cilindro, doppio albero a camme in testa, iniezione diretta common rail, eroga 177 cv a 4.000 giri/min e coppia di 350 N·m a 1.800 giri/min. Consente uno scatto da 0 a 100 km/h in 8,9 sec (9,4 sec la wagon), velocità di 215 km/h. Il 3.0 TiD era abbinato solo al cambio manuale.
Il 1.9 TiD è stato adottato con il restyling del 2006. Frutto dell'alleanza tra General Motors e FIAT, venne prodotto in Germania a Kaiserslautern dalla Opel ed è un quattro cilindri con distribuzione a quattro valvole per cilindro, doppio albero a camme in testa, monoblocco in ghisa e testata in alluminio, iniezione common rail. Eroga 150 cv a 4.000 giri/min e 320 N·m di coppia a 2.000 giri/min. Lo scatto da 0 a 100 km/h avviene in 10,1 sec (10,7 la wagon) e la velocità è di 205 km/h. Contenute le emissioni di anidride carbonica in 174 g (184 g la wagon) per km e omologazione Euro 4 con filtro antiparticolato. Il cambio è manuale a 5 rapporti, era disponibile anche l'automatico Sentronic sviluppato dalla Aisin con 4 rapporti nella modalità sequenziale; nel 2003 debuttò il nuovo Sentronic a 5 marce con modalità sportiva.

### I motori BioPower
Saab ha sviluppato nel 2005 i motori BioPower, essi possono essere alimentati con combustibile E85 ovvero 85% etanolo più il 15% di combustibili fossili come la benzina. L'E85 è la miscela con la quantità maggiore di bioetanolo che è possibile trovare e difatti è meno inquinante rispetto all'utilizzo della sola benzina. La rete di distributori E85 è particolarmente diffusa nei paesi del nord Europa, Saab ha adattato i propri motori a quattro cilindri: la centralina SAAB Trionic ora è in grado di gestire il motore adattando la fasatura alle diverse esigenze della miscela E85/aria. I motori BioPower sono in grado di riconoscere il combustibile presente e automaticamente adattati per il corretto funzionamento; possono quindi essere alimentati alternativamente anche con la sola miscela di benzina. Il numero di ottani della miscela E85 è superiore al numero di ottani della benzina (105 invece di 95) e grazie all'impiego di valvole robuste e acciai dal punto di fusione elevato, i motori BioPower erogano più potenza.
I motori BioPower: 2.0 t erogante 180 cv a 5.500 giri/min per 280 N·m di coppia a 1.800 giri/min che garantisce uno scatto da 0 a 100 km/h in 8,5 sec (9,0 sec la wagon) e 225 km/h di velocità ed emissioni pari a 204 g di anidride carbonica per km. 2.3 t capace di 210 cv a 5.500 giri/min e 310 N·m di coppia a 1.800 giri/min con accelerazione da 0 a 100 km/h in 7,9 sec (8,5 sec la wagon) e 235 km/h di velocità ed emissioni pari a 212 g di anidride carbonica per km.
Nel 2007 viene presentata al Salone di Ginevra la concept car 9-5 BioPower 100. Basata sulla carrozzeria wagon e alimentata da combustibile E100, adotta il motore 2.0 t in grado di erogare 300 cv e 400 N·m di coppia con uno scatto da 0 a 100 km/h in 6,6 sec.

### Motorizzazioni
| Modello                                                    | Motore | Cilindrata (cm³) | Disposizi.           | Alimentazione                        | Potenza       | Coppia     | 0–100 km/h (secondi) | Velocità max (Km/h) | Model Year |
| A benzina (BioPower: benzina/E85, tra parentesi 9-5 wagon) |        |                  |                      |                                      |               |            |                      |                     |            |
| 2.0 t                                                      | B205E  | 1985             | L4 16v turbo         | Iniezione e sovralim. Saab Trionic 7 | 110 kW/150 CV | 240 Nm     | 9,8 (10,2)           | 215 (210)           | 1998-10    |
| 2.0 t BioPower                                             | B205E  | 1985             | L4 16v turbo         | Iniezione e sovralim. Saab Trionic 7 | 132 kW/180 CV | 280 Nm     | 8,5 (9,0)            | 225 (220)           | 2005-10    |
| 2.0 T                                                      | B205E  | 1985             | L4 16v turbo         | Iniezione e sovralim. Saab Trionic 7 | 136 kW/185 CV | 280 Nm     | 8,3 (8,8)            | 230 (225)           | 1998-10    |
| 2.0 T                                                      | B205E  | 1985             | L4 16v turbo         | Iniezione e sovralim. Saab Trionic 7 | 141 kW/192 CV | 300 Nm     | 8,1 (8,6)            | 235 (230)           | 1998-00    |
| 2.3 t                                                      | B235E  | 2290             | L4 16v turbo         | Iniezione e sovralim. Saab Trionic 7 | 125 kW/170 CV | 280 Nm     | 8,5 (9,0)            | 225 (220)           | 1998-01    |
| 2.3 t                                                      | B235E  | 2290             | L4 16v turbo         | Iniezione e sovralim. Saab Trionic 7 | 136 kW/185 CV | 280 Nm     | 8,3 (8,8)            | 230 (225)           | 2002-10    |
| 2.3 t BioPower                                             | B235E  | 2290             | L4 16v turbo         | Iniezione e sovralim. Saab Trionic 7 | 154 kW/210 CV | 310 Nm     | 7,9 (8,5)            | 235 (230)           | 2005-10    |
| 2.3 T                                                      | B235L  | 2290             | L4 16v turbo         | Iniezione e sovralim. Saab Trionic 7 | 162 kW/220 CV | 310 Nm     | 7,8 (8,3)            | 235 (230)           | 2004-07    |
| 2.3 TS                                                     | B235R  | 2290             | L4 16v turbo         | Iniezione e sovralim. Saab Trionic 7 | 169 kW/230 CV | 350-370 Nm | 6,9 (7,3)            | 245 (240)           | 2000-01    |
| 2.3 TS                                                     | B235R  | 2290             | L4 16v turbo         | Iniezione e sovralim. Saab Trionic 7 | 184 kW/250 CV | 350-370 Nm | 6,9 (7,3)            | 250 (245)           | 2002-05    |
| 2.3 TS                                                     | B235R  | 2290             | L4 16v turbo         | Iniezione e sovralim. Saab Trionic 7 | 191 kW/260 CV | 350-370 Nm | 6,9 (7,3)            | 250 (245)           | 2006-10    |
| 2.3 TS Hirsch                                              | B235R  | 2290             | L4 16v turbo         | Iniezione e sovralim. Saab Trionic 7 | 206 kW/280 CV | 400 Nm     | 6,5 (6,8)            | 250 (250)           | 2004-10    |
| 2.3 TS Hirsch                                              | B235R  | 2290             | L4 16v turbo         | Iniezione e sovralim. Saab Trionic 7 | 224 kW/305 CV | 420 Nm     | 6,4 (6,7)            | 250 (250)           | 2004-10    |
| 3.0 t                                                      | B308E  | 2962             | V6 54° 24v turbo     | Iniezione e sovralim. Saab Trionic 7 | 147 kW/200 CV | 310 Nm     | 8,0 (8,7)            | 235 (230)           | 1998-03    |
| A gasolio                                                  |        |                  |                      |                                      |               |            |                      |                     |            |
| 1.9 TiD                                                    | Z19DTH | 1910             | L4 16v turbo VGT     | Iniezione e sovralim. Bosch EDC      | 110 kW/150 CV | 320 Nm     | 10,1 (10,7)          | 205 (205)           | 2006-10    |
| 2.2 TiD                                                    | D223L  | 2171             | L4 16v turbo VGT     | Iniezione e sovralim. Bosch PSG      | 88 kW/120 CV  | 280 Nm     | 11,0 (11,9)          | 200 (195)           | 2002-05    |
| 3.0 TiD                                                    | D308L  | 2958             | V6 66° 24v turbo VGT | Iniezione e sovralim. Denso ECD      | 130 kW/177 CV | 350 Nm     | 8,9 (9,4)            | 215 (210)           | 2002-05    |

## Seconda serie (2009-2011)
La 9-5 di seconda generazione viene presentata in anteprima al salone dell'automobile di Francoforte nel novembre del 2009, è realizzata sulla nuova piattaforma General Motors GM Epsilon II. La 9-5 utilizza componenti in comune con alcune autovetture del gruppo General Motors: motori, sospensioni, schemi di trazione e una parte dei dispositivi tecnologici (ad es. sistema di riconoscimento dei segnali stradali, controllo elettronico differenziali centrale e posteriore). La Saab 9-5, insieme alla Buick LaCrosse, Buick Regal e Opel Insignia, rappresenta il gruppo di vetture realizzate su questa piattaforma e dotate sia della trazione anteriore che della trazione integrale.
La seconda serie deriva da un progetto lungo e tormentato per via della trattativa di cessione di Saab Automobile AB da parte della General Motors alla casa automobilistica olandese Spyker Cars. L'auto è stata sviluppata sotto stretta sorveglianza della General Motors e l'inizio della produzione fu previsto per la fine del 2009. Poco dopo la presentazione, 1.000 esemplari circa sono stati acquistati nei principali mercati europei e, dopo un periodo di pausa, l'assemblaggio presso lo stabilimento di Trollhättan (Svezia) è ripartito nel marzo del 2010. Le consegne sono ricominciate alla fine del 2010 per poi interrompersi, definitivamente, nel 2012.
La piattaforma GM Epsilon II è realizzata in acciaio e, per contenerne il peso, numerosi elementi attorno alla scocca sono realizzati in leghe leggere; ad esempio parte dei bracci delle sospensioni è in alluminio. L'avantreno viene configurato secondo lo schema tipo MacPherson, al retrotreno è stata adottata una sospensione multi-link a quattro bracci (3+1) con geometria Antidive e Antisquat (anti-geometria che riduce e controlla sollecitazioni in accelerazione, decelerazione e frenata).

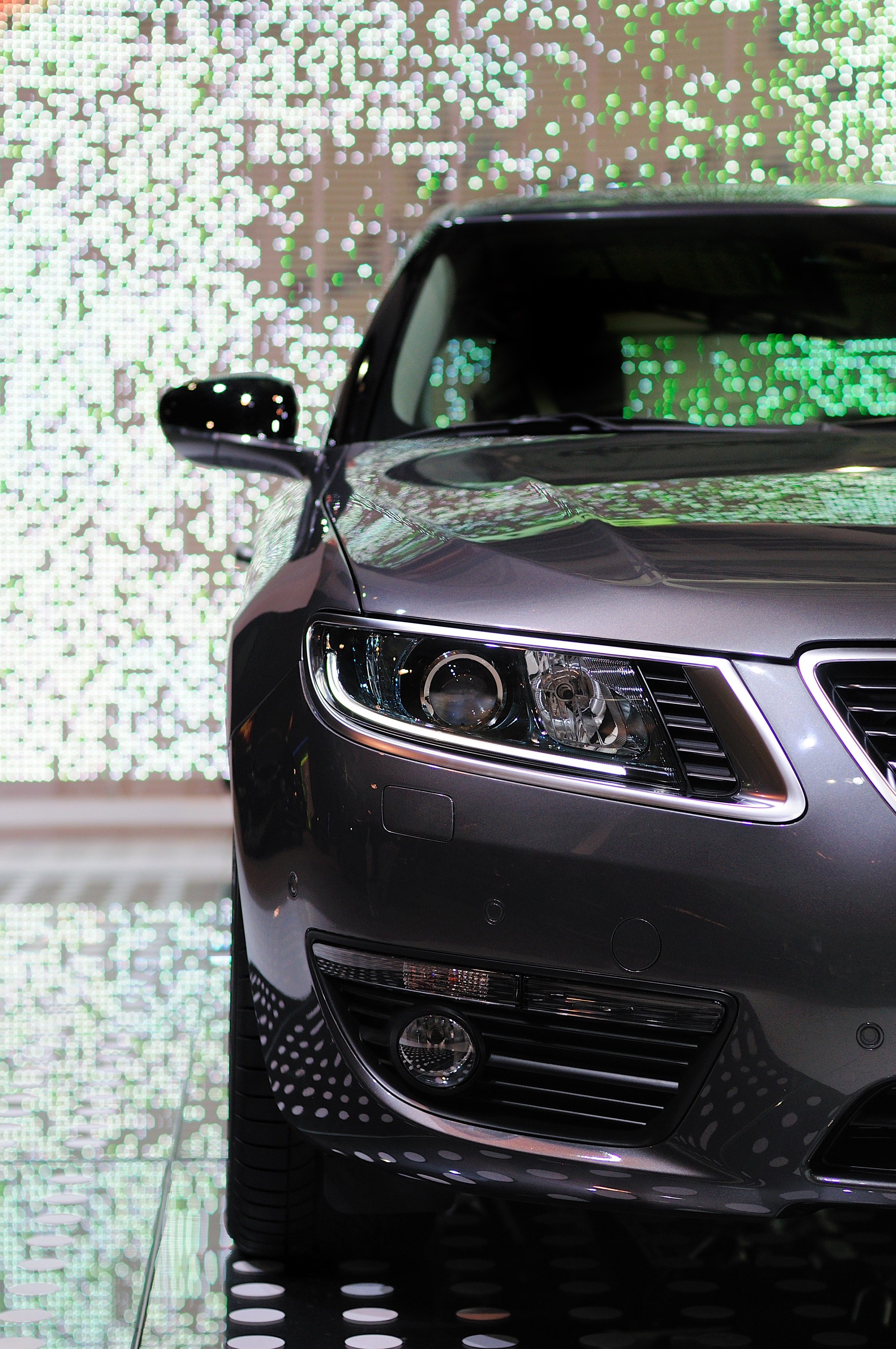
9-5 Vector

L'autovettura si distingue per lo stile. Il frontale, che riprende il family feeling introdotto dalla concept car Aero X, viene solcato da nervature e dalla fanaleria a LED con cornici satinate. Grazie al profilo basso, nonostante le quattro porte, la vettura possiede uno stile da coupé; la vista laterale è caratterizzata dal tradizionale design del montante posteriore (Saab hockey stick); il retro è caratterizzato da un posteriore corto e spiovente con fanaleria a LED raccordata al cofano del baule (515 litri di capienza). Il cofano motore e lo sportello del bagagliaio sono realizzati in alluminio. L'ambiente a bordo è contraddistinto da un abitacolo in stile aeronautico con la palpebra del quadro strumenti estesa fino al tunnel centrale.
I motori, tutti turbocompressi, sono omologati Euro 5. Seguendo la politica della riduzione delle cilindrate, si parte con un quattro cilindri 1.6 turbo benzina che eroga 180 cv. Come step successivo si ha il 2.0 turbo da 220 cv, esso è disponibile anche nella variante BioPower (con possibilità di alimentarlo indifferentemente con benzina oppure combustibile E85). Al vertice abbiamo il 2.8 V6 turbo che eroga 300 cv.
Tra i motori diesel (prodotti dalla General Motors a Kaiserslautern in Germania) si ha il 2.0 TiD common rail (evoluzione del precedente 1.9 TiD), proposto nella versione con singolo turbocompressore da 160 cv e anche nella variante TTiD 190 cv (evoluzione del precedente 1.9 TTiD) con due turbocompressori a geometria variabile disposti in modo sequenziale. Essi sono dotati di filtro antiparticolato attivo.
Il cambio, per tutte le motorizzazioni, è un manuale a 6 rapporti a esclusione della 2.8 T disponibile solo con la trasmissione automatica sequenziale Sentronic a 6 rapporti. Optional per i motori 2.0 benzina e diesel il cambio Sentronic.

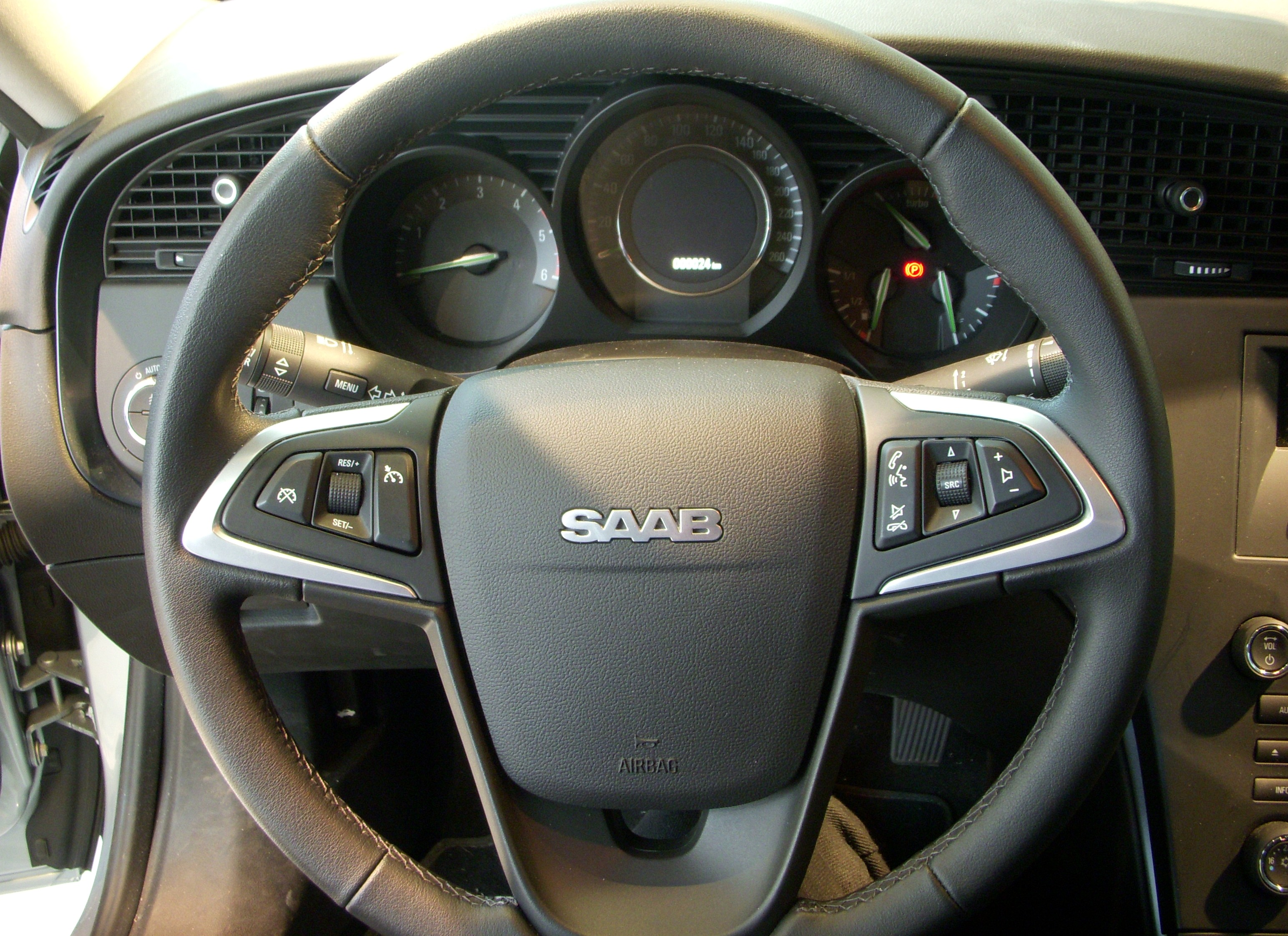
Volante e quadro strumenti

Tre furono gli allestimenti disponibili: Linear, Vector e la più sportiva Aero. La motorizzazione 2.8 T fu disponibile solo con allestimento Aero, trazione integrale XWD Haldex di 4ª generazione e differenziale elettronico eLSD. Era possibile scegliere, per tutti e tre gli allestimenti, le 2.0 T e 2.0 TTiD con trazione anteriore o con trazione integrale XWD. In fase di acquisto o anche successivamente era disponibile il pacchetto Saab Performance by Hirsch con modifiche sia estetiche che meccaniche.

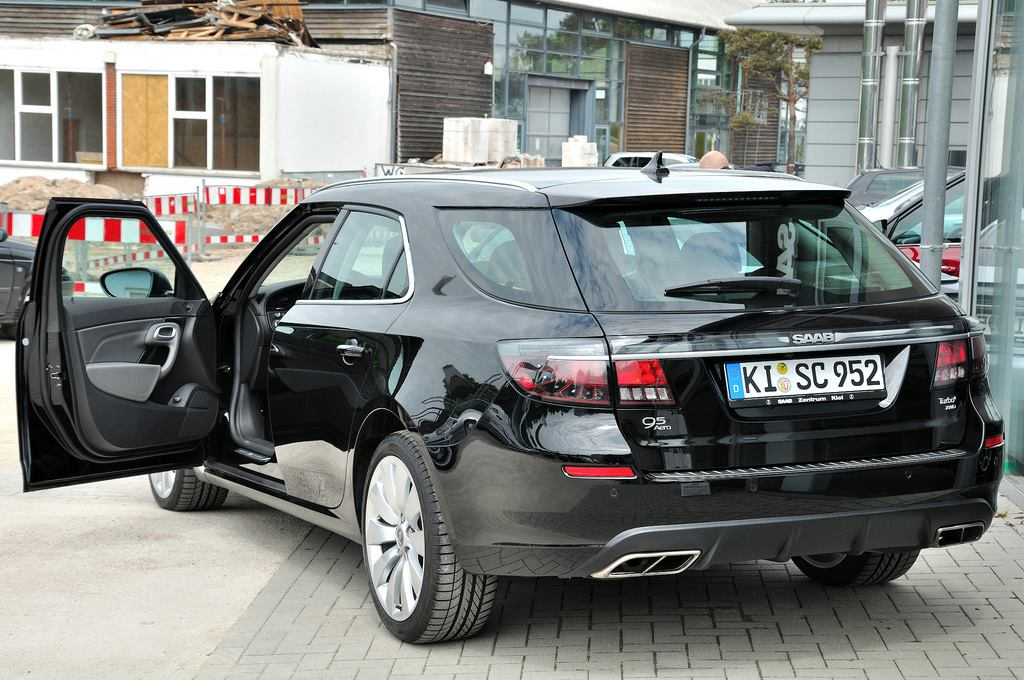
9-5 Wagon

Come da tradizione, la sicurezza è sempre stata fondamentale per i tecnici Saab; difatti tutti gli esemplari sono dotati di serie del controllo elettronico della stabilità con sensori capaci di intervenire correggendo eventuali distrazioni del guidatore. ABS, controllo di trazione, poggiatesta attivi per evitare danni provocati da un eventuale colpo di frusta. Airbag frontali, laterali, a tendina per la testa e ginocchia sono di serie. A conferma dello sforzo progettuale in tema di sicurezza attiva e passiva, il crash test dell'EuroNCAP ha giudicato la 9-5 sicura: al 94% per la protezione degli occupanti; al 80% per la protezione dei bambini; al 44% per la protezione pedoni; al 86% per i dispositivi tecnologici proposti di serie. La valutazione complessiva proposta dall'ente europeo è di 5 stelle. La 9-5 porta al debutto numerosi dispositivi per la sicurezza come il cruise control adattivo (rallenta il veicolo di fronte a un ostacolo), fari bi-xeno con fascio luminoso intelligente, abbaglianti disattivabili automaticamente, head-up display (riproduce i dati di tachimetro e navigatore sul parabrezza), avviso di cambio involontario di corsia e lettura/comunicazione dei segnali stradali.
La 9-5 era disponibile come berlina tre volumi ma nel 2011 fu previsto il debutto della versione station wagon, infatti era già stato svelato il suo aspetto verso la fine del 2009. Le vendite della station wagon, però, non sono mai iniziate.
La produzione venne interrotta nel 2011 e le vendite nel 2012, anno in cui l'azienda presentò istanza di fallimento; nello stesso anno, Saab Automobile AB venne acquistata da NEVS con l'intenzione di continuare la produzione di veicoli ma gran parte dei brevetti utilizzati sulla 9-5 rimasero di proprietà General Motors e la produzione della 9-5 si interruppe.

### Motorizzazioni
| Modello                           | Motore | Cilindrata (cm³) | Disposizi.                        | Alimentazione                       | Potenza       | Coppia (Nm)         | 0–100 km/h (secondi) | Velocità max (km/h) | Consumo medio (km/l) | Emissioni CO2 (g/km) | Model Year |
| A benzina (BioPower: benzina/E85) |        |                  |                                   |                                     |               |                     |                      |                     |                      |                      |            |
| 1.6 T                             | A16LET | 1598             | L4 16v turbo                      | Iniezione e sovralim. ACDelco       | 132 kW/180 CV | 230 a 2200 giri/min | 9,5                  | 220                 | 13,2                 | 179                  | 2011       |
| 2.0 T                             | A20NHT | 1998             | L4 16v turbo twin-scroll          | Iniezione e sovralim. Bosch ACDelco | 162 kW/220 CV | 350 a 2500 giri/min | 7,9                  | 240                 | 12,2                 | 189                  | 2010-11    |
| 2.0 T Hirsch                      | A20NHT | 1998             | L4 16v turbo twin-scroll          | Iniezione e sovralim. Bosch ACDelco | 191 kW/260 CV | 400 a 2500 giri/min | 7,2                  | 250                 | 12,2                 | 189                  | 2010-11    |
| 2.0 T XWD                         | A20NHT | 1998             | L4 16v turbo twin-scroll          | Iniezione e sovralim. Bosch ACDelco | 162 kW/220 CV | 350 a 2500 giri/min | 8,0                  | 230                 | 11,4                 | 203                  | 2010-11    |
| 2.0 T XWD Hirsch                  | A20NHT | 1998             | L4 16v turbo twin-scroll          | Iniezione e sovralim. Bosch ACDelco | 191 kW/260 CV | 400 a 2500 giri/min | 7,3                  | 250                 | 11,4                 | 203                  | 2010-11    |
| 2.0 T BioPower                    | LHU    | 1998             | L4 16v turbo twin-scroll          | Iniezione e sovralim. ACDelco       | 162 kW/220 CV | 350 a 2500 giri/min | 7,9                  | 240                 | 12,2                 | 189                  | 2010-11    |
| 2.0 T BioPower Hirsch             | LHU    | 1998             | L4 16v turbo twin-scroll          | Iniezione e sovralim. ACDelco       | 191 kW/260 CV | 400 a 2500 giri/min | 7,2                  | 250                 | 12,2                 | 189                  | 2010-11    |
| 2.0 T BioPower XWD                | LHU    | 1998             | L4 16v turbo twin-scroll          | Iniezione e sovralim. ACDelco       | 162 kW/220 CV | 350 a 2500 giri/min | 8,0                  | 230                 | 11,4                 | 203                  | 2010-11    |
| 2.0 T BioPower XWD Hirsch         | LHU    | 1998             | L4 16v turbo twin-scroll          | Iniezione e sovralim. ACDelco       | 191 kW/260 CV | 400 a 2500 giri/min | 7,3                  | 250                 | 11,4                 | 203                  | 2010-11    |
| 2.8 T XWD                         | A28NER | 2792             | V6 60° 24v turbo twin-scroll      | Iniezione e sovralim. Bosch ACDelco | 221 kW/300 CV | 400 a 2000 giri/min | 6,9                  | 250                 | 9,4                  | 244                  | 2010-11    |
| 2.8 T XWD Hirsch                  | A28NER | 2792             | V6 60° 24v turbo twin-scroll      | Iniezione e sovralim. Bosch ACDelco | 243 kW/330 CV | 430 a 2000 giri/min | 6,1                  | 260                 | 9,4                  | 244                  | 2010-11    |
| A gasolio                         |        |                  |                                   |                                     |               |                     |                      |                     |                      |                      |            |
| 2.0 TiD                           | A20DTH | 1956             | L4 16v turbo VGT                  | Iniezione e sovralim. Bosch ACDelco | 118 kW/160 CV | 350 a 1750 giri/min | 9,9                  | 215                 | 18,9                 | 139                  | 2010-11    |
| 2.0 TiD Hirsch                    | A20DTH | 1956             | L4 16v turbo VGT                  | Iniezione e sovralim. Bosch ACDelco | 132 kW/180 CV | 400 a 1750 giri/min | 9,2                  | 225                 | 17,8                 | 146                  | 2010-11    |
| 2.0 TTiD                          | A20DTR | 1956             | L4 16v twin turbo VGT sequenziali | Iniezione e sovralim. Bosch ACDelco | 140 kW/190 CV | 400 a 1750 giri/min | 8,8                  | 230                 | 17,9                 | 159                  | 2010-11    |
| 2.0 TTiD XWD                      | A20DTR | 1956             | L4 16v twin turbo VGT sequenziali | Iniezione e sovralim. Bosch ACDelco | 140 kW/190 CV | 400 a 1750 giri/min | 9,2                  | 220                 | 16,7                 | 176                  | 2010-11    |